# نوینکهاوزن
نوینکهاوزن (به آلمانی: Neunkhausen) یک شهر در آلمان است که در وستروالدکرایس واقع شده‌است. نوینکهاوزن ۱٬۱۲۸ نفر جمعیت دارد.